# 台灣羅馬字協會
社團法人台灣羅馬字協會（簡稱台羅會），成立於2001年8月19日。
歷任理事長有張復聚、林清祥、蔣為文、何信翰、廖瑞銘、李文正等。
台灣羅馬字協會每年暑假定期辦理世界台語文化營。至2015年已辦理第十九屆。

## 宗旨
1. 推行台灣羅馬字(白話字)的研究及普遍化。
2. 追認台灣羅馬字及台灣話的法定地位。
3. 要求政府實施公平正義的多語文政策。
4. 建設 多元、開放、互相尊重的台灣文化。[1][2]